# Astrid Kumbernuss
Astrid Kumbernuss (ur. 5 lutego 1970 w Grevesmühlen) – niemiecka lekkoatletka, która specjalizowała się w pchnięciu kulą. 
Trzykrotna olimpijka (1996, 2000 oraz 2004), dwa razy stawała na podium tej imprezy: w 1996 w Atlancie zdobyła złoty medal, a cztery lata później w Sydney była trzecia. W swoim ostatnim występie w igrzyskach w roku 2004 nie awansowała do finału. Swoją międzynarodową karierę rozpoczęła w wieku 17 lat kiedy zdobyła srebrny medal mistrzostw Europy juniorów w konkursie rzutu dyskiem. Trzykrotna mistrzyni świata (Göteborg 1995, Ateny 1997, Sewilla 1999). W 1990 roku zdobyła tytuł mistrzyni Europy, a w 1994 wywalczyła wicemistrzostw Starego Kontynentu. Podczas halowych mistrzostw świata zdobyła srebro (Paryż 1997) i brąz (Birmingham 2003). W halowych mistrzostwach Starego Kontynentu była dwukrotnie pierwsza (Paryż 1994, Sztokholm 1996) i dwukrotnie trzecia (Genua 1992, Gandawa 2000). Startowała w pucharze świata oraz pucharze Europy. Kumbernuss jest aktualną rekordzistką świata juniorek z wynikiem 20,54, który osiągnęła w 1989 roku. W 1997 roku wygrała plebiscyt European Athlete of the Year Trophy. Rekord życiowy: stadion – 21,22 (23 lipca 1997, Hamburg oraz 5 sierpnia 1995, Göteborg); hala – 20,03 (25 stycznia 1992, Bad Segeberg).

## Osiągnięcia
| Rok  | Impreza                             | Miejsce    | Pozycja           | Wynik |
| ---- | ----------------------------------- | ---------- | ----------------- | ----- |
| 1987 | Mistrzostwa Europy juniorów         | Birmingham | 2. miejsce        | 63,56 |
| 1988 | Mistrzostwa świata juniorów         | Sudbury    | 2. miejsce        | 64,09 |
| 1989 | Mistrzostwa Europy juniorów         | Varaždin   | 1. miejsce        | 63,70 |
| 1989 | Mistrzostwa Europy juniorów         | Varaždin   | 1. miejsce        | 19,53 |
| 1990 | Halowe mistrzostwa Europy           | Glasgow    | 4. miejsce        | 19,50 |
| 1990 | Mistrzostwa Europy                  | Split      | 1. miejsce        | 20,38 |
| 1992 | Halowe mistrzostwa Europy           | Genua      | 3. miejsce        | 19,37 |
| 1993 | Mistrzostwa świata                  | Stuttgart  | 5. miejsce        | 19,58 |
| 1993 | Finał Grand Prix IAAF               | Londyn     | 2. miejsce        | 19,37 |
| 1994 | Halowe mistrzostwa Europy           | Paryż      | 1. miejsce        | 19,44 |
| 1994 | Mistrzostwa Europy                  | Helsinki   | 2. miejsce        | 19,49 |
| 1994 | Puchar świata                       | Londyn     | 3. miejsce        | 18,89 |
| 1995 | Mistrzostwa świata                  | Göteborg   | 1. miejsce        | 21,22 |
| 1995 | Finał Grand Prix IAAF               | Monako     | 1. miejsce        | 20,20 |
| 1996 | Halowe mistrzostwa Europy           | Sztokholm  | 1. miejsce        | 19,79 |
| 1996 | Igrzyska olimpijskie                | Atlanta    | 1. miejsce        | 20,56 |
| 1997 | Halowe mistrzostwa świata           | Paryż      | 2. miejsce        | 19,92 |
| 1997 | Superliga pucharu Europy            | Monachium  | 1. miejsce        | 20,64 |
| 1997 | Mistrzostwa świata                  | Ateny      | 1. miejsce        | 20,71 |
| 1997 | Finał Grand Prix IAAF               | Fukuoka    | 1. miejsce        | 20,95 |
| 1999 | Mistrzostwa świata                  | Sewilla    | 1. miejsce        | 19,85 |
| 1999 | Finał Grand Prix IAAF               | Monachium  | 2. miejsce        | 19,13 |
| 2000 | Halowe mistrzostwa Europy           | Gandawa    | 3. miejsce        | 18,67 |
| 2000 | Superliga pucharu Europy            | Gateshead  | 1. miejsce        | 18,94 |
| 2000 | Igrzyska olimpijskie                | Sydney     | 3. miejsce        | 19,62 |
| 2001 | Igrzyska dobrej woli                | Brisbane   | 4. miejsce        | 18,09 |
| 2001 | Mistrzostwa świata                  | Edmonton   | 6. miejsce        | 19,25 |
| 2001 | Finał Grand Prix IAAF               | Melbourne  | 1. miejsce        | 18,94 |
| 2002 | Superliga pucharu Europy            | Annecy     | 2. miejsce        | 19,61 |
| 2002 | Mistrzostwa Europy                  | Monachium  | 4. miejsce        | 19,22 |
| 2002 | Puchar świata                       | Madryt     | 3. miejsce        | 19,11 |
| 2003 | Halowe mistrzostwa świata           | Birmingham | 3. miejsce        | 19,86 |
| 2003 | Superliga pucharu Europy            | Florencja  | 1. miejsce        | 19,46 |
| 2003 | Mistrzostwa świata                  | Paryż      | el. – 15. miejsce | 17,83 |
| 2003 | Światowy finał lekkoatletyczny IAAF | Monako     | 4. miejsce        | 18,89 |
| 2004 | Igrzyska olimpijskie                | Ateny      | el. – 15. miejsce | 17,89 |